# 2026年ミラノ・コルティナダンペッツォオリンピックのフィギュアスケート競技
2026年ミラノ・コルティナダンペッツォオリンピックのフィギュアスケート競技は、2026年ミラノ・コルティナダンペッツォオリンピックにて実施される予定のフィギュアスケートの国際競技会である。

## 概要
本競技は国際オリンピック委員会の統括のもとで国際スケート連盟が管理進行し、男子シングル、女子シングル、ペア、アイスダンスおよび団体の5種目が実施される。

## 競技日程
競技時間はCET。
- 2月6–8日 - 団体
- 2月9・11日 - 男子シングル
- 2月10・12日 - アイスダンス
- 2月15・16日 - ペア
- 2月17・19日 - 女子シングル
- 2月21日（午後8時） - エキシビション
- SPはショートプログラム、FSはフリースケーティング、RDはリズムダンス、FDはフリーダンス。